# Монастырь Соколица
Монастырь Соколица (серб. Манастир Соколица) — женский монастырь Сербской православной церкви в сербском автономном крае Косово и Метохия, ныне контролирующемся властями самопровозглашённой республики Косово. Монастырь расположен близ села Болетин неподалёку от Звечана и является памятником культуры Сербии исключительной важности. Игуменьей монастыря является Макария (в миру Милица Обрадович), известнейшая монашествующая СПЦ. Монастырь был основан в XIV веке. В 1980 году были построены новые кельи для монахинь, а в 1995—1996 годах в монастыре были проведены консервационные работы.